# Hemokromatoza
Hemokromatoza (točnije opterećenje željezom) u medicini je naziv za nakupljanje željeza u tijelu čovjeka. Najčešći uzroci su nasljedna hemokromatoza, zatim transfuzijsko opterećenje željezom zbog učestalih transfuzija krvi.

## Terminologija
Izraz Hemokromatoza se je u povijesti koristio za današnju bolest hemokromatoza tip 1 (HFE-povezana nasljedna hemokromatoza). Danas naziv hemokromatoza (bez dodatne sepcifikacije) se odnosi na bilo koje opterećenje željezom bilo nasljednog uzroka ili kao posljedica metaboličkog poremećaja. 
Naziv hemosideroza se odnosi na patološki učinak nakupljanja željeza u tkivo organa, u obliku hemosiderina.

## Klinička slika
Najčešće zahvaćeni organi hemosiderozom su jetra, srce i endokrine žlijezde, te se bolest može manifestirati sljedećim sindromima:
- ciroza jetre
- šećerna bolest
- kardiomiopatija
- artritis, bolovi u kostima
- oktazivanje testisa

## Uzroci
Uzrok hemosideroze se može podijeliti na nasljedne (genetički određene) i stečene, kao 
posljedica drugih stanja i bolesti.

### Primarna hemokromatoza
Godine 1996. otkrivene su mutacije HFE gena, a kasnije i mutacije ostalih gene koje mogu dovesti do hemosideroze (tzv. ne-HFE hemosideroze). Sve hemodiseroze se nasljeđuju autosomalno recesivno, osim tipa 4 koja se nasljeđuje autosomalno dominantno: 
- hemokromatoza tip 1 ("klasična" hemokromatoza) - mutacija: HFE
- hemokromatoza tip 2A (juvenilna hemokromatoza) - mutacija: hemojuvelin ("HJV", znan kao i RGMc i HFE2)
- hemokromatoza tip 2B (juvenilna hemokromatoza) - mutacija: hepcidin antimikrobalni

peptide (HAMP) ili HFE2B
- hemokromatoza tip 3 - mutacija: transferin receptor 2 (TFR2 ili HFE3)
- hemokromatoza tip 4 (afričko opterećnje željezom) - mutacije: feroportin
- neonatalna hemokromatoza - mutacije: nepoznato
- aceruloplazminemija - mutacije: ceruloplazmin
- prirođena atransferinemija - mutacije: transferin
- sindrom GRACILE - mutacije: BCS1L

### Sekundarne hemokromatoza
Uzroci:
- teška kronična hemoliza bilo kojeg uzroka, uključujući intravaskularnu hemolizu i neučinkovita eritropoezu (hemoliza u koštanoj srži).
- učestale tranfuzije krvi, kod bolesnik koje trebaju učestale tranfuzije krvi (sindrom MDS, talasemija).
- prevelik unos željeza parenteralno ili per os
- ostala stanja koja sama po sebi ne uzrokuju hemokromatozu ali u prisutnosti ostalih predisponirajući čimbenika mogu (npr. ciroza naročito alkoholna, steatohepatitis, porfirija cutanea tarda, učestala hemodijaliza, nakon portokavalno shunta.

## Dijagnoza
Metode koje se najčešće koriste u utvrđivanju hemokromatoze se: serumski feritin, TIBC, biopsija jetre, HFE, MRI.

## Liječenje
Rutinsko liječenje obuhvaća redovite venepunkcije, kelirajuće agense (npr.  deferoksamin). 
|  | Molimo pročitajte upozorenje o korištenju medicinskih informacija. Ne provodite liječenje bez savjetovanja s liječnikom! |